# 三角城镇
三角城镇，是中华人民共和国青海省海北藏族自治州海晏县下辖的一个乡镇级行政单位，海晏县政府驻地，区域面积298.24平方千米。

## 行政区划
三角城镇下辖以下地区：
三角城镇社区、海峰村、黄草村、三角城村、西岔村和三联村。